# Лаврівська Ірина
Лаврівська Ірина — з роду Пашковська (22.11.1918, Бережани, Галичина — 22.12.2002, Боффало, США) — українська акторка, письменниця.
Закінчила драматичні курси під керівництвом С. Крижанівського (1938—1939). Працювала в Тернопільському обласному театрі, Львівській опері (1940—1941), театрі «Веселий Львів» (1942—1945). По Другій світовій війні акторка українського театру «Камерна сцена» в Німеччині (1945—1949). З 1945 р. — на еміграції в США. Багаторічна співробітниця української програми на радіостанції WWOL у Боффало, де стала відомою як авторка й виконавиця казок для дітей. Членкиня театральної групи «Чайка» в Боффало (1949—1950). Від 1946 р. — членкиня Об'єднання мистців української сцени.

## Творчий доробок
- Повість «Перший козак в Америці» (1975). Перевидання у Львові — 1997 р.